# Valverde de Leganés
Valverde de Leganés é um município da Espanha na comarca de Llanos de Olivenza, província de Badajoz, comunidade autónoma da Estremadura, de área 73 km². Em 2021 tinha 4 157 habitantes (densidade: 56,9 hab./km²).

## Demografia
| Variação demográfica do município entre 1991 e 2004 [carece de fontes?] | Variação demográfica do município entre 1991 e 2004 [carece de fontes?] | Variação demográfica do município entre 1991 e 2004 [carece de fontes?] | Variação demográfica do município entre 1991 e 2004 [carece de fontes?] |
| ----------------------------------------------------------------------- | ----------------------------------------------------------------------- | ----------------------------------------------------------------------- | ----------------------------------------------------------------------- |
| 1991                                                                    | 1996                                                                    | 2001                                                                    | 2004                                                                    |
| 3583                                                                    | 3705                                                                    | 3770                                                                    | 3837                                                                    |

## Património
- Igreja de São Bartolomeu